# Облога та штурм
«Облога та штурм» (англ. Siege and Storm) — другий роман американської фентезі-письменниці Лі Бардуго із трилогії Гришів. Його було видано 4 червня 2013 року. В Україні книжка була випущена видавництвом Книжковий Клуб «Клуб Сімейного Дозвілля» у 2022 році.

## Короткий зміст
Переслідувана по всьому Істиномореві, переслідувана життям, яке вона забрала в Каньйоні, Аліна Старкова має спробувати налагодити життя з Малом у незнайомій країні. Вона вважає, що починати щось нове нелегко, зберігаючи свою особистість Заклинательки Сонця в секреті. Вона не може втекти від свого минулого та своєї долі.
Дарклінг вийшов із Тінистого Каньйону з новою жахливою силою і небезпечним планом, яким зазнає меж природного світу. За допомогою сумнозвісного корсара Аліна повертається в країну, яку вона покинула, сповнена рішучості боротися з силами, що збираються проти Равки. Але в міру того, як її сила зростає, Аліна все глибше занурюється в гру забороненої магії Дарклінга і віддаляється від Мала — її світла. Так чи інакше, їй доведеться вибирати між своєю країною, своєю владою і любов'ю, яка, як вона завжди думала, буде спрямовувати її — або ризикує втратити все через штурм, який насувається.

## Головні герої
- Аліна Старкова — сирота, гриша, заклинателька Сонця, Свята
- Мал Оретцев — кращий друг Аліни, слідопит Першої Армії
- Дарклінг — командувач Другої Армії, заклинатель Темряви
- Багра — учителька Аліни
- Женя Сафіна — гриша кравець, відома своєю красою
- Ніколай Ланцов — Штурмхонд, принц Равки, друг Аліни
- Зоя Назяленська — гриша, здатна викликати вітер
- Давид — гриша-творець

## Переклади українською
- Бардуго Л. «Облога та штурм. Книга 2»[1]. Харків: Книжковий Клуб «Клуб Сімейного Дозвілля», 2022. 368 с.